# 汪靜
汪靜（英語：Jing Wang，1963年—），生於中國安徽省無為縣，至美國留學後歸化為美國公民。擁有法學博士學位，是一名律師，曾任高通公司全球營運副總裁。2010年涉及內線交易，於2014年被逮捕起訴。

## 生平
1983年進入中國人民大學，主修法律。1986年取得法學碩士。赴美國留學，進入維吉尼亞大學法學院，取得法學博士學位。畢業後，進入ReedSmith法律事務所，負責亞洲事務，工作約12年。曾為中國企業，打贏第一起美國反傾銷案件。
2001年，進入高通公司。2006年，升任高級副總裁，兼任高通亞太區董事長，負責中國及東南亞區業務。2008年，升任全球執行副總裁，負責亞太、中東及非洲地區。進入高通執行董事會，成為全球業務營運總裁。
2010年，涉入創銳訊（Atheros）內線交易案。2014年，自高通公司離職後，遭司法起訴。

## 爭議事件

### 內線交易案
2010年，高通與創銳訊（Atheros）洽談併購事宜，汪静利用在公司中得到的情報，與其胞兄汪冰聯合，在香港股票市場，先期買進創銳訊股票。透過三次非法股票購買，獲利約25萬美元，遭美國FBI盯上，進行調查。2013年，汪靜辭去公司職務，但遭FBI逮捕，以內線交易、洗錢、偽造身份文件、妨礙司法調查等罪名起訴，面臨67年徒刑。2014年7月21日，汪靜在法庭中當庭認罪。
在中國，此案件被认为是高通为了防备美国华人而故意小题大做。